# Accident d'hélicoptère de 2023 à Brovary
L’accident d'hélicoptère de Brovary survient le 18 janvier 2023, pendant  la guerre russo-ukrainienne. Un Eurocopter EC225 Super Puma transportant le ministre ukrainien des Affaires intérieures, Denys Monastyrsky, son adjoint Ievheniy Ienine (en) et le secrétaire d'État Iouriy Loubkovytch (uk), s'écrase dans un jardin d'enfants à Brovary, en banlieue de Kiev, en Ukraine.

## Contexte
L'hélicoptère H225 immatriculé 54 est un appareil d'occasion livré en novembre 2020 au Ministère des Situations d'urgence, 21 de ce type ont été livrés entre 2018 et 2021. Lors de l'accident, il transporte trois membres d'équipage et six passagers. Il vole à très basse altitude pour éviter d'être détecté par les forces russes, dans de mauvaises conditions de visibilité en raison du brouillard.

## Bilan
L'hélicoptère transporte neuf personnes et dans un premier bilan, il est annoncé que l'accident a causé la mort d'au moins dix-huit personnes dont neuf personnes au sol, parmi lesquelles trois enfants. Le ministre de l'intérieur ukrainien Denys Monastyrsky est au nombre des victimes,,,,. 
« Ce voyage avait pour but de visiter l’un des points chauds de notre pays où se déroulent les combats » déclare Kyrylo Timochenko, le chef-adjoint du cabinet de la présidence, à la Suspilne.
Kyrylo Timochenko fait une nouvelle déclaration à la presse dans l'après-midi du 18 janvier, et annonce un nouveau bilan : quatorze personnes décédées (dont un enfant) et vingt-cinq personnes blessées (dont onze enfants).

Crash de l'hélicoptère à Brovary
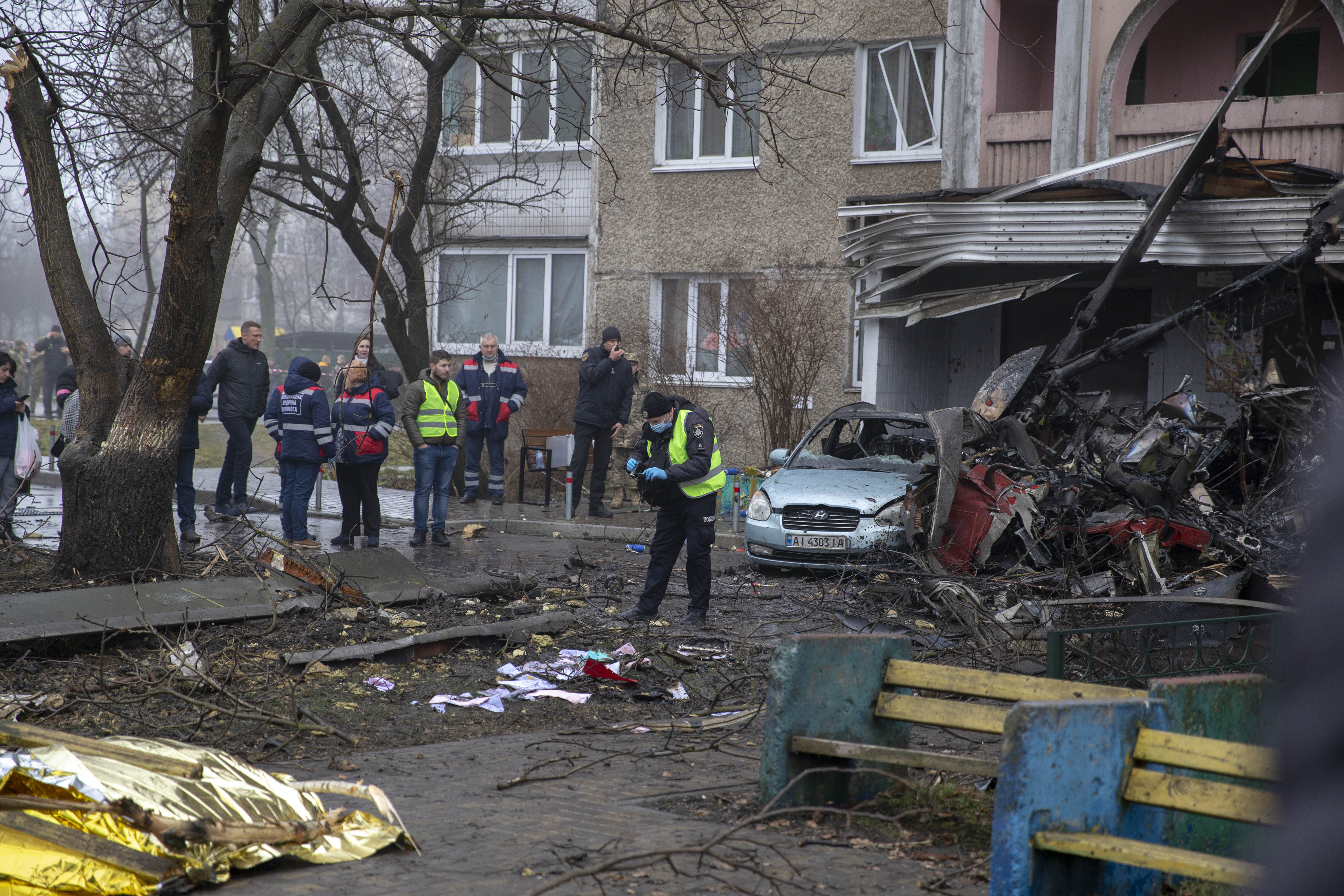
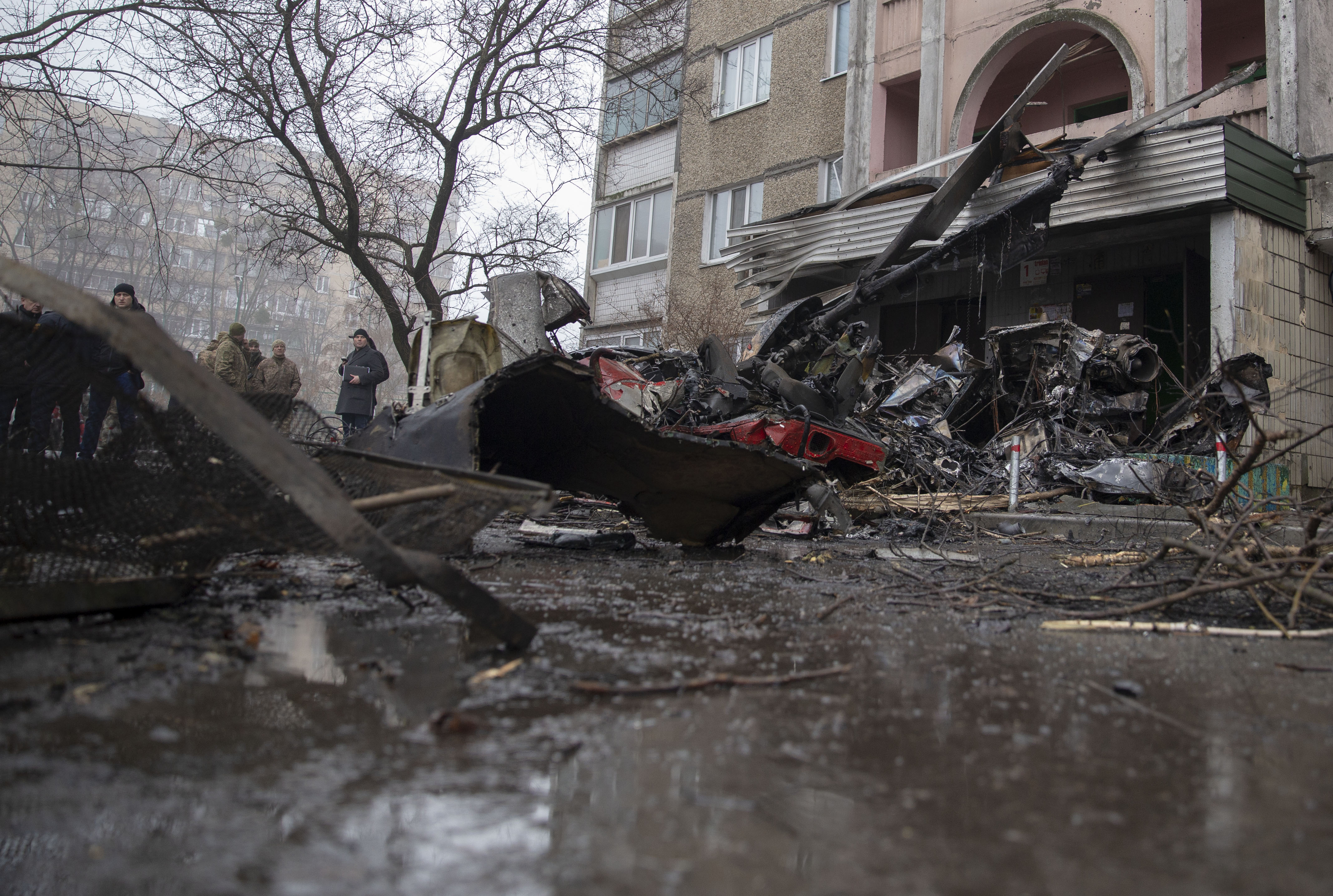

## Réactions
Le président ukrainien Volodymyr Zelensky qualifie l'accident de « terrible tragédie » et exprime une « douleur indicible » après ce drame. La mort du ministre de l'Intérieur est « une grande perte », déplore également le Premier ministre ukrainien Denys Chmyhal, appelant à la « création immédiate d'un groupe spécial pour une enquête détaillée sur les circonstances du drame ».
Le président du Conseil européen Charles Michel déplore la perte « d’un grand ami de l'Union européenne » et exprime ses « plus sincères condoléances » au peuple ukrainien. « Nous nous associons à la douleur de l'Ukraine », écrit-il sur Twitter. Emmanuel Macron écrit sur son compte Twitter « La France présente ses condoléances à ses amis ukrainiens ».
Moscou nie toute implication de la Russie dans l'accident,,.